# Ion Vélez
Ion Vélez Martínez (* 17. Februar 1985 in Tafalla) ist ein spanischer Fußballspieler, der beim spanischen Zweitligisten Deportivo Alavés unter Vertrag steht.

## Spielerkarriere
Über die Stationen Peña Sport und CD Baskonia schaffte Ion Vélez den Sprung in die zweite Mannschaft des Primera-División-Vertreters Athletic Bilbao. Dort kam er jedoch in seiner ersten Saison kaum zum Zuge, sodass er in der Saison 2006/07 an den Drittligisten Barakaldo CF ausgeliehen wurde. Dort wurde er prompt Stammspieler und sorgte mit 12 Saisontoren dafür, dass er zu Beginn der nächsten Spielzeit auch in der ersten Mannschaft von Athletic berücksichtigt wurde. Sein erstes Spiel absolvierte er am 26. August 2007 gegen den CA Osasuna.
Trotzdem konnte er mit seinen Leistungen nur selten überzeugen und wurde bereits zur Rückrunde der Saison 2007/08 erneut in die Zweitklassigkeit verliehen, dieses Mal an Hercules CF. Nachdem er auch dort überzeugen konnte, begann seine einsatzreichste Zeit in Bilbao, so wurde er in den nächsten zwei Spielzeiten im Durchschnitt jedes zweite Spiel eingesetzt. Viele Tore gelangen ihm jedoch auch in dieser Zeit nicht.
Aus diesem Grund wurde er in der Rückserie der Saison 2010/11 an den Zweitligisten CD Numancia verliehen, wo er ebenfalls Stammspieler wurde, ihm aber nicht ein einziges Tor gelang.
Aufgrund der für einen Stürmer geringen Torausbeute in den absolvierten Spielen sah sich Athletic Bilbao im Sommer 2011 gezwungen, Ion Vélez endgültig abzugeben. Er wurde somit an den spanischen Zweitligisten FC Girona abgegeben. Im Juli 2013 wechselte Vélez zum Ligakonkurrenten Deportivo Alavés.